# Bruno Bloch

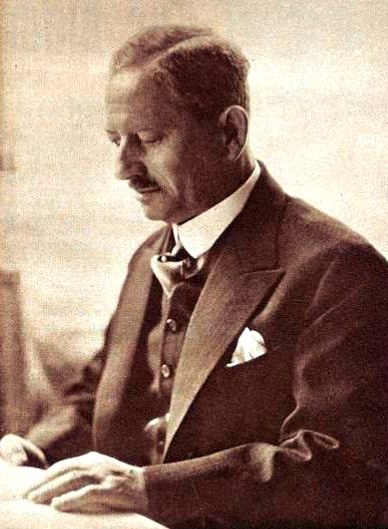
Bruno Bloch

Bruno Bloch (* 19. Januar 1878 in Oberendingen; † 10. April 1933 in Zürich) war ein Schweizer Dermatologe (Hautarzt) und Hochschullehrer.

## Leben
Bloch war der Sohn des Arztes Lémann Bloch und dessen Frau Mathilde geb. Guggenheim. Bruno Blochs Vater war der erste Schweizer Jude, der zum Medizinstudium zugelassen wurde. Nach seiner Matura studierte Bruno Bloch in Basel Medizin. Nach seiner Promotion 1904 wurde er Assistent bei Wilhelm His. Er spezialisiert sich auf Dermatologie und unternahm Studienreisen nach Wien (bei Gustav Riehl), Berlin und Paris. Bei Josef Jadassohn in Bern vertiefte Bloch seine dermatologischen Kenntnisse. 1908 wurde er Privatdozent für Dermatologie und Syphilidologie. Das Thema seiner Habilitation an der Universität Basel waren Dermatomykosen.
Fünf Jahre später wurde Bloch ausserordentlicher Professor und Direktor der Klinik für Haut- und Geschlechtskrankheiten in Basel. Von 1916 bis zu seinem Tod war er ordentlicher Professor und der erste Ordinarius für Dermatologie und Venerologie in Zürich. In dieser Funktion initiierte er die Moulagensammlung der Universität Zürich.
Blochs Werk umfasst wichtige Beiträge zur Diagnose und Therapie von Hauterkrankungen. 1926 beschrieb er erstmals die Incontinentia pigmenti, die heute als Bloch-Sulzberger-Syndrom seinen Namen und den von Marion Baldur Sulzberger trägt. Sulzberger beschrieb die Erkrankung ein Jahr nach Bloch. Im Jahr 1932 wurde er zum Mitglied der Gelehrtenakademie Leopoldina gewählt.
Blochs Ehefrau gründete 1935 die Professor Bruno Bloch-Stiftung, die die wissenschaftliche Tätigkeit an der Dermatologischen Klinik Zürich, insbesondere zur Erforschung des Hautkrebses, fördert.

## Veröffentlichungen (Auswahl)
- Die geschichtlichen Grundlagen der Embryologie bis auf Harvey. In: Nova acta. Abhandlungen der Kaiserlich Leopoldinisch-Carolinischen Deutschen Akademie der Naturforscher. Band 80, Nr. 3, (Halle an der Saale) 1904, S. 215–334.
- Die allgemein-pathologische Bedeutung der Dermatomykosen. Marhold, Halle 1913.
- Die Rumpfbewegung der Kunstbeinträger und ihr Zusammenhang mit der konstruktiven Ausbildung der Kunstbeine. Bergmann, Wiesbaden 1919.
- Die Geschlechtskrankheiten. Orell Füssli, Zürich 1921.
- Anatomie der Haut. Springer, Berlin 1927
- Die Dermatologische Universitätsklinik, Zürich. Rockefeller Foundation, New York 1929.